# Nationalpark Tyresta
Der schwedische Nationalpark Tyresta liegt südöstlich von Stockholm in den Gemeinden Haninge und Tyresö.
Er liegt in einem eiszeitlich geformten Hügelland mit urwaldartigen Nadelwäldern und Steinblöcken, die mit Flechten bewachsen sind. In den Spalten des ehemaligen Felsengebirges haben sich Sandflächen und Seen gebildet. Im Nationalpark Tyresta kommen etwa 80 Vogelarten vor, darunter das Auerhuhn sowie verschiedene Spechte und Eulen.
1999 fielen etwa zehn Prozent des Nationalparks einem Brand zum Opfer, bei dem nicht nur die Vegetation, sondern auch die darunter liegende Torfschicht völlig ausbrannte. Die Spuren dieses Brands waren teilweise noch Jahrzehnte später sichtbar. Das Ökosystem konnte sich insgesamt aber nicht nur von der Katastrophe erholen, sondern gilt heute in diesem Teil des Parks als vielfältiger und artenreicher als vor dem Brand. Außerdem erwies sich der Brand als Glücksfall für Archäologen, welche dadurch Einblick in zahlreiche neue, steinzeitliche Fundorte unter der abgebrannten Torfschicht erhielten.
Am Eingang des Nationalparks befindet sich ein Informationszentrum, das alle schwedischen Nationalparks präsentiert. Außerdem gibt es hier einen Bauernhof, auf dem seltene schwedische Haustierrassen gehalten werden.
Tyrestahällen (Nr. Sö 270) ist eine Runeninschrift nordwestlich von Tyresta by.

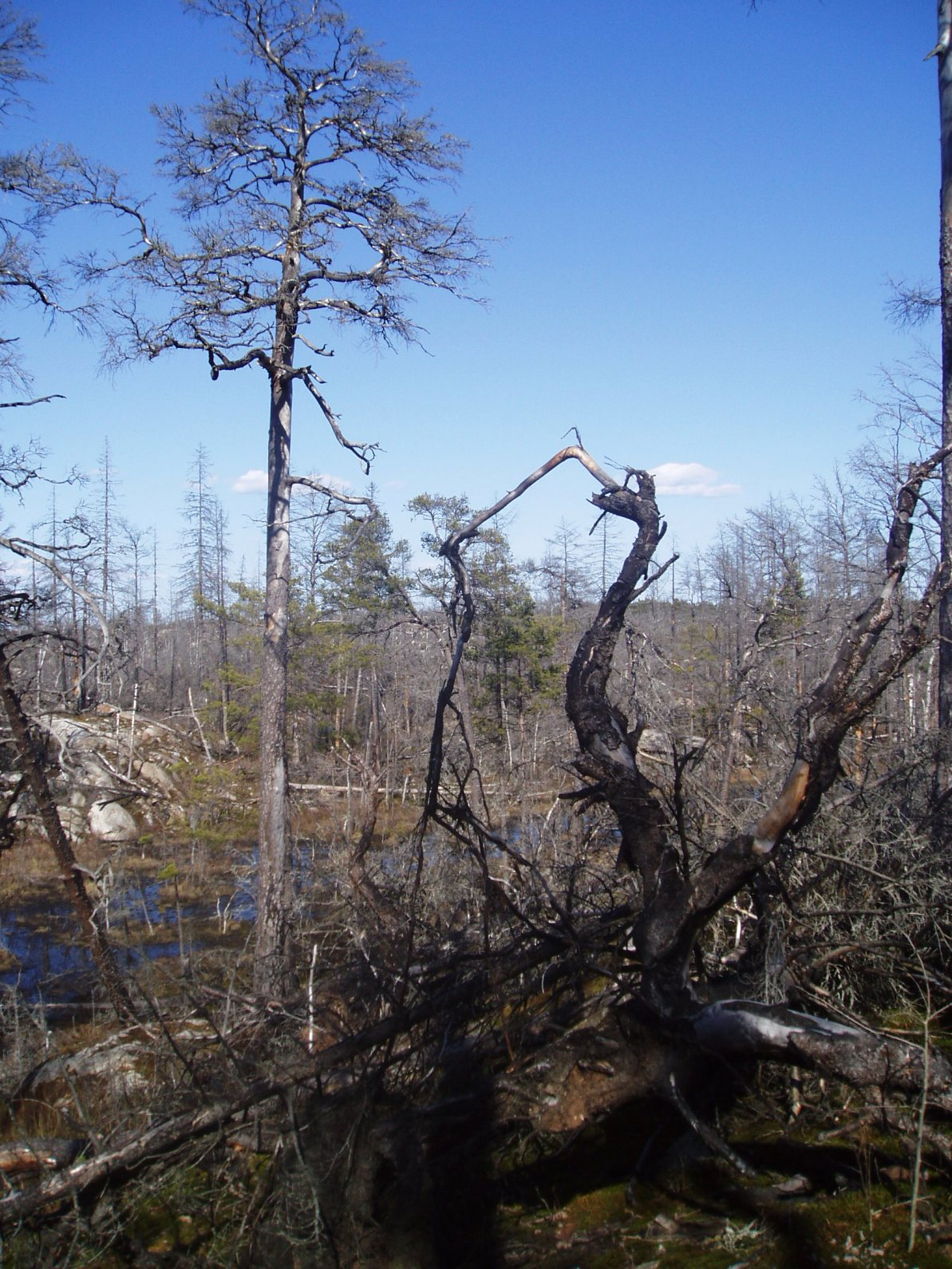
Brandzone sechs Jahre später
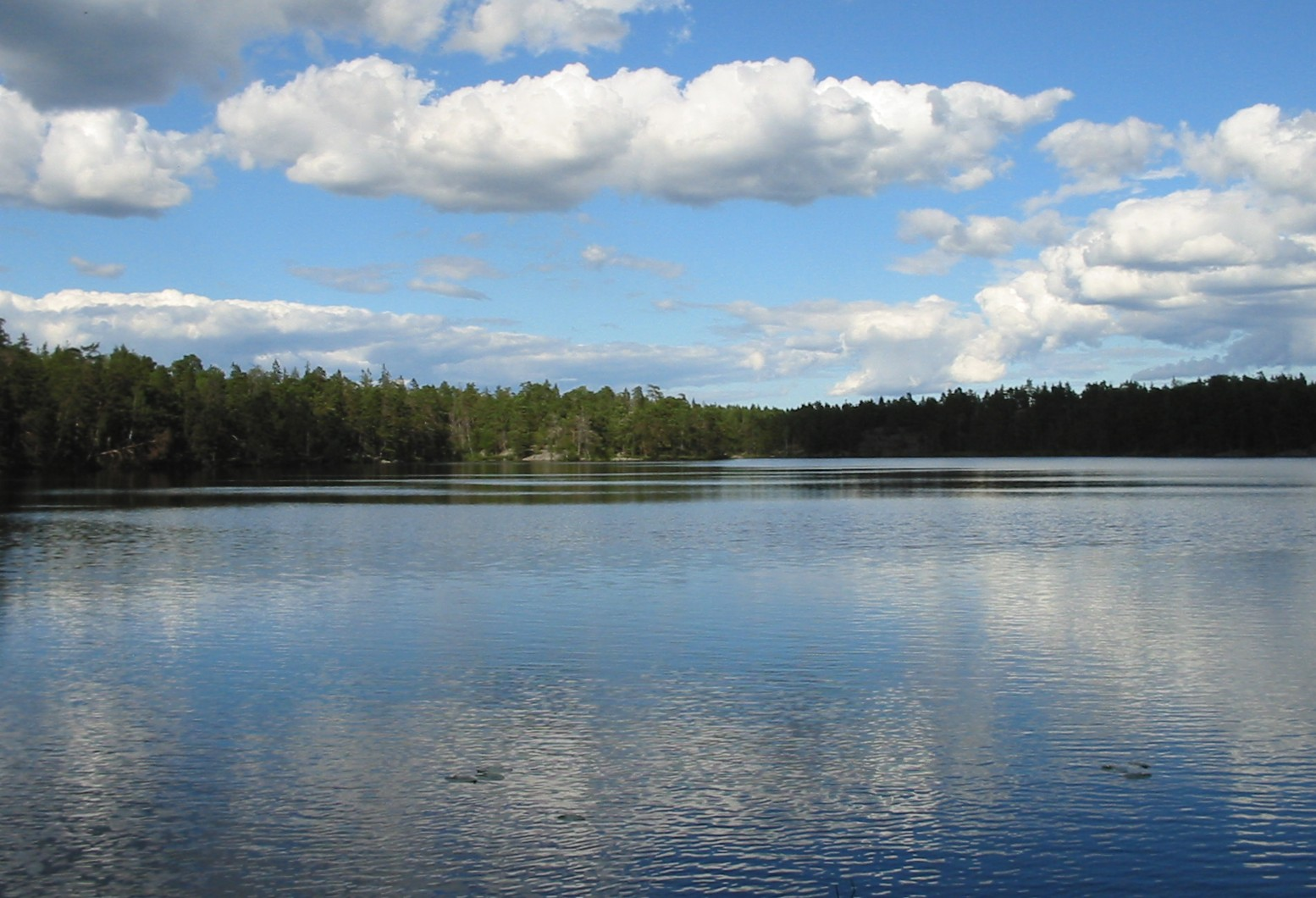
See Årsjön
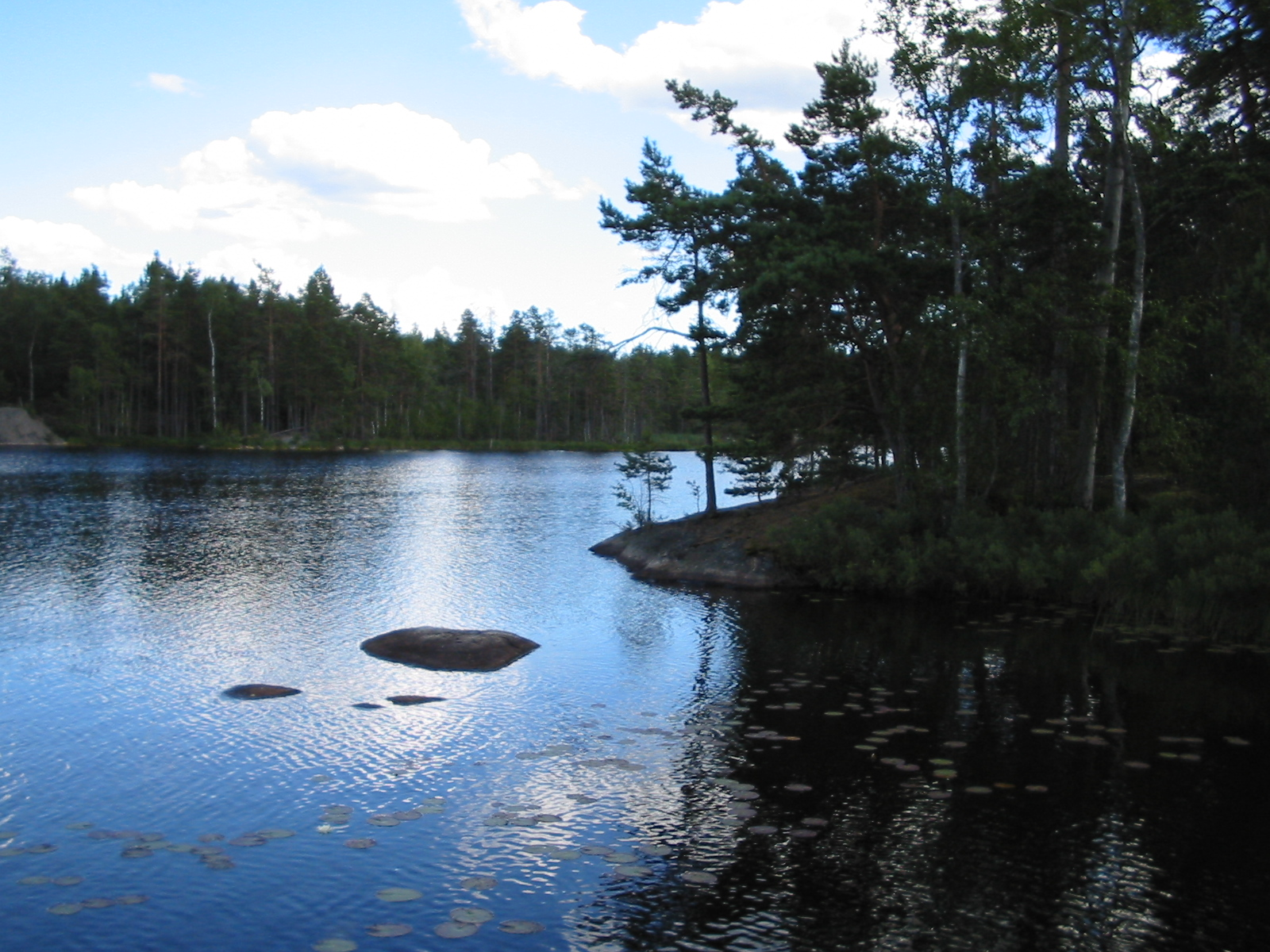
See Årsjön